# EU-Gipfel Oktober 2012
Der EU-Gipfel Oktober 2012 fand vom 18. bis 19. Oktober 2012 in Brüssel, Belgien, statt. Den Vorsitz hatte der Belgier Herman Van Rompuy, Präsident des Europäischen Rates.

## Themen
Beherrschendes  Thema des Treffens war eine einheitliche Bankenaufsicht der Eurozone. Der Grundsatzbeschluss für die Bankenaufsicht war zwar schon zuvor auf dem Gipfel im Juni 2012 gefallen, Entscheidungen zur Umsetzung des Beschlusses waren jedoch auf das Oktobertreffen verschoben worden.
Zentraler Diskussionspunkt beim Thema Bankenaufsicht war abermals die Frage nach Haftung und Kontrolle. Nach langen Verhandlungen verständigten sich die Staats- und Regierungschefs darüber, den Rechtsrahmen für die Bankenaufsicht bis zum Jahresende zu vereinbaren und 2013 umzusetzen. Ein genauer Zeitpunkt wurde aber nicht bekannt gegeben. Neben Frankreich hatte auch Spanien die Umsetzung der Bankenaufsicht zum 1. Januar 2013 gefordert. Eine neue Bankenaufsicht war notwendig für direkte Finanzhilfen des Euro-Rettungsfonds ESM an angeschlagene Banken. Zuvor konnten diese nur an Mitgliedstaaten gezahlt werden. Die Entscheidung, die Bankenaufsicht erst 2013 einzuführen, war aus spanischer Sicht ein Rückschlag. Die Bundeskanzlerin Angela Merkel appellierte, die Arbeit an der neuen Bankenaufsicht schnell, aber „natürlich auch sehr gründlich“ zu machen. „Wir haben immer gesagt, Qualität muss vor Schnelligkeit gehen“, betonte die Bundeskanzlerin. „Das Ziel ist eine Bankenaufsicht, die diesen Namen auch verdient“, bekräftigte sie weiter. Finnland und Schweden befürworteten diese Ansicht.
Neben der Bankenaufsicht wurde abermals die Situation Griechenlands diskutiert. Die EU-Regierungschefs appellierten an das Land, bei den Reformen nicht nachzulassen. Die kritische Lage Spaniens wurde entgegen vielen Erwartungen nicht thematisiert.